# Sauropus quadrangularis
Sauropus quadrangularis är en emblikaväxtart som först beskrevs av Carl Ludwig von Willdenow, och fick sitt nu gällande namn av Johannes Müller Argoviensis. Sauropus quadrangularis ingår i släktet Sauropus och familjen emblikaväxter. Inga underarter finns listade i Catalogue of Life.